# Пирена (источник)

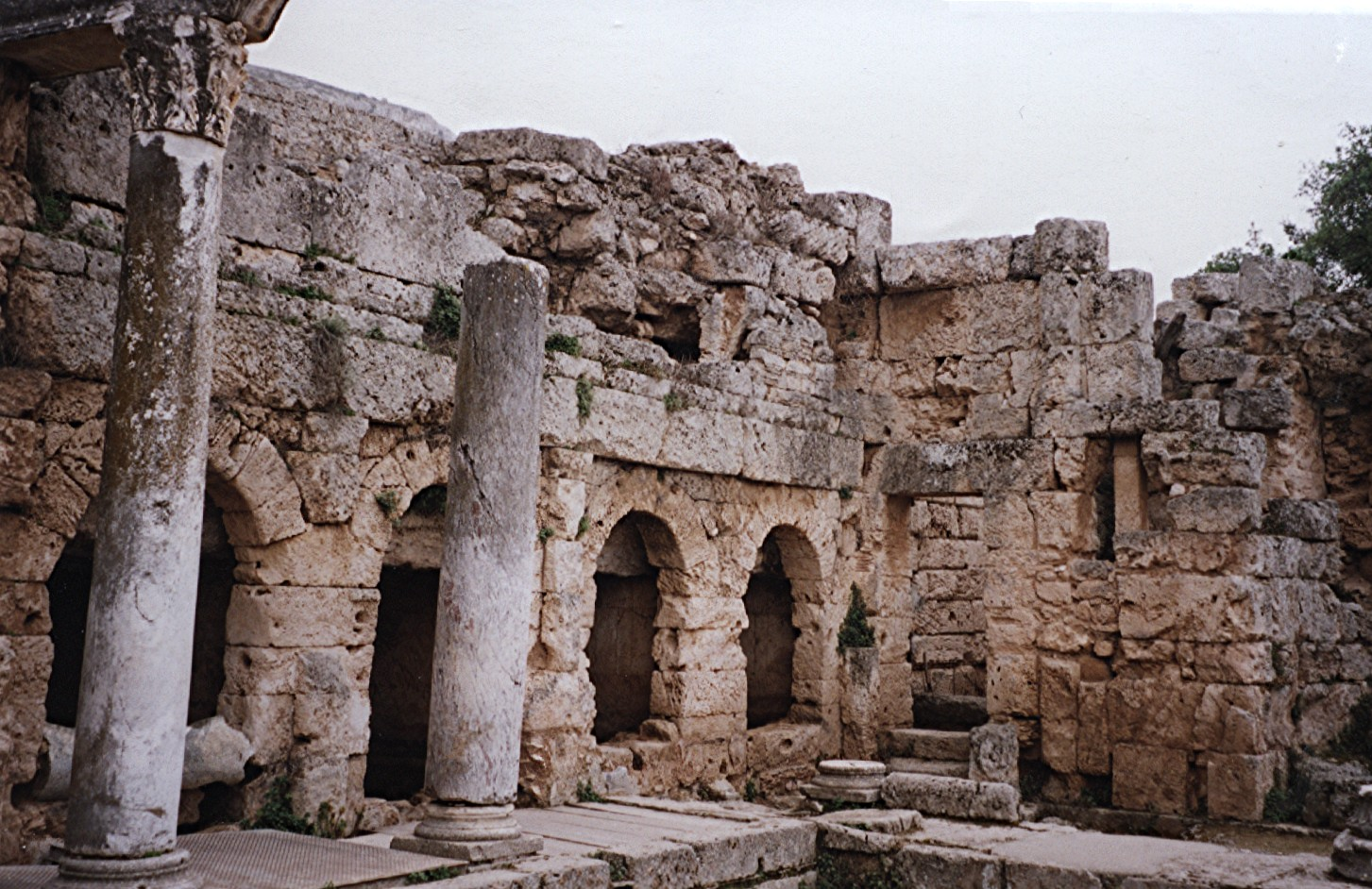
Источник Пирены

Пирена (др.-греч. Πειρήνη) — источник, расположенный в Древнем Коринфе, посвящённый Музам. Считался любимым водопоем Пегаса. Поэты совершали к нему путешествия, чтобы черпать вдохновение.
Историк Павсаний описывает источник Пирены следующим образом:
Если идти с площади по дороге к Лехею, то встречаются Пропилеи и на них позолоченные колесницы; на одной — стоит Фаэтон, сын Гелиоса, а на другой — сам Гелиос. Если выйти из Пропилей, немного в стороне направо стоит медная статуя Геракла. А за ней виден вход к источнику Пирены. Относительно последней рассказывают, что Пирена из человека стала источником вследствие слёз, которые она проливала, оплакивая своего сына Кенхрея, убитого случайно Артемидой. Источник украшен белым мрамором и вдоль по течению построены сооружения вроде пещер, из которых вода течёт в водоём, находящийся под открытым небом; вода для питья сладкая; говорят, что медь, если её, раскалив, окунуть в этот источник, благодаря этой воде получает свою окраску и становится «коринфской», так как у коринфян своей меди нет. У этого источника Пирены есть статуя Аполлона и ограда, а внутри её — картина, изображающая битву Одиссея с женихами.
Другой источник утверждает, что ключ появился на том месте, где Пегас ударил копытом землю. Но легенда, на которую ссылается Павсаний, более распространена.
Источник «Верхняя Пирене» находится на холме Акрокоринф, акрополе Коринфа, и с ним связан другой миф (см. Акрокоринф).